# Pola Negri
Apolonia Chalupiec (Lipno, Zarato de Polonia (Imperio ruso), 3 de enero de 1897-San Antonio,Texas, Estados Unidos, 1 de agosto de 1987), conocida artísticamente bajo el seudónimo de Pola Negri, fue una actriz polaca de ascendencia eslovaca, una de las grandes divas del cine mudo, nacionalizada estadounidense en 1951.

## Biografía
Su padre Jerzy Mathias Chalupiec, de origen eslovaco, fue detenido por el ejército ruso por «actitudes antizaristas» y enviado a Siberia, lo que hizo que la familia Chalupiec (Apolonia y su madre, Eleonora) pasara por momentos difíciles económicamente, viviendo en un suburbio de Varsovia. Sin embargo, Negri fue admitida en el Ballet Imperial ruso, para el que trabajó hasta que a causa de la tuberculosis (según otras fuentes, una lesión) tuvo que abandonar la compañía; así, Negri centró su atención en el teatro, y estudió interpretación en la Escuela de Arte Dramático de Varsovia.

## Trayectoria

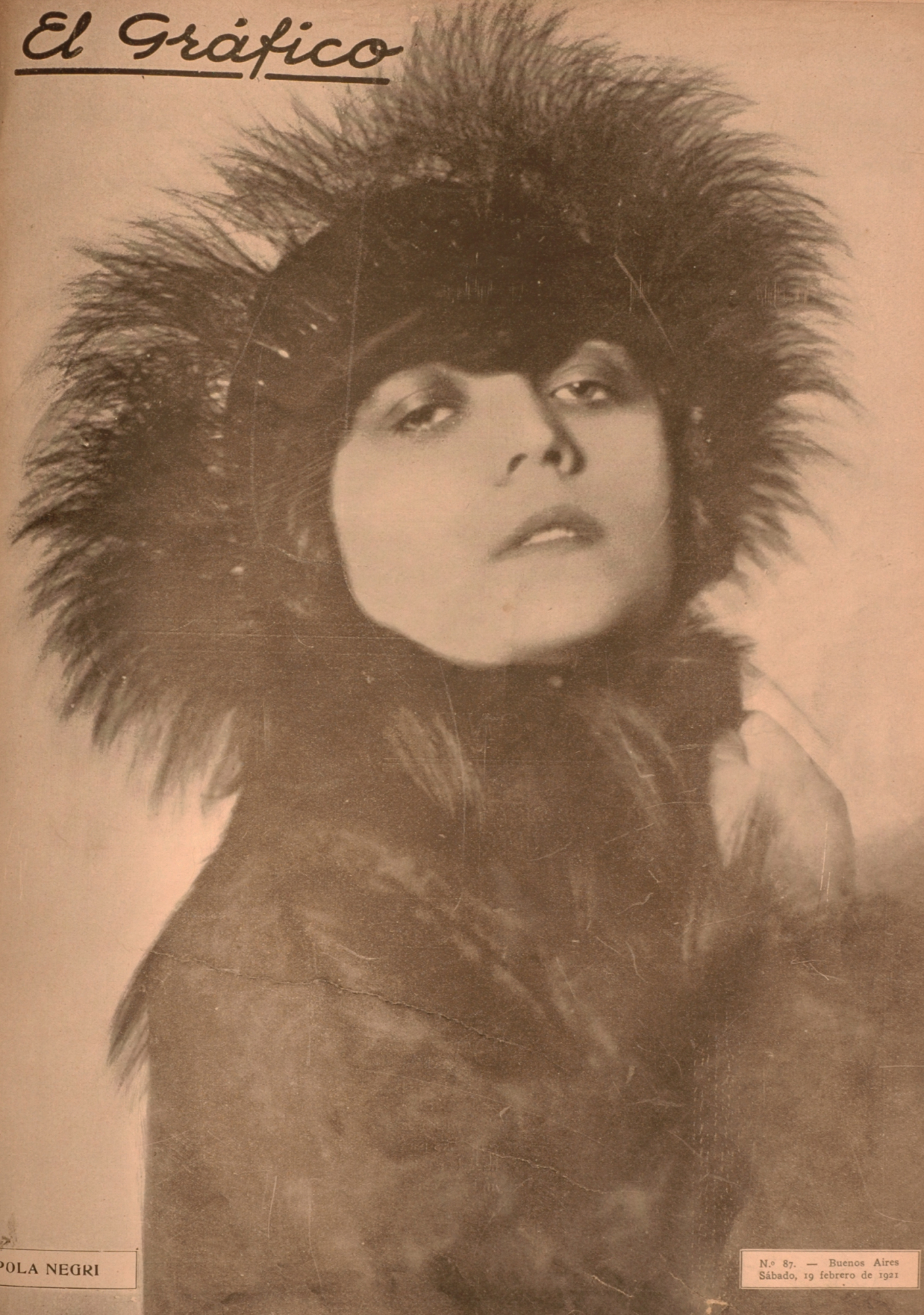
Pola Negri en 1921.

Aun en Polonia, Negri (rebautizada así por la poetisa italiana Ada Negri) llegaría a actuar en películas como Zona (La esposa), Bestia (La bestia) o Studenci (Estudiantes). Poco después viajaría a Berlín, Alemania, donde trabajaría en la compañía de teatro de Max Reinhardt y más tarde con Ernst Lubitsch.
La película de este último, Los ojos de la momia (Die Augen der Mumie), fue un éxito que hizo que Negri consiguiera una oportunidad en Hollywood.
Algunas de sus películas hollywoodienses más reconocidas son: La frivolidad de una dama, dirigida por el también exiliado Lubitsch, La bailarina española o Sombras de París. En 1927 rodó a las órdenes de Mauritz Stiller Hotel Imperial y The Woman on Trial.
En esta época, Negri dio mucho que hablar no solo por su romance con el cómico británico Charles Chaplin sino, sobre todo, por sus supuestos planes de boda con Rodolfo Valentino, que Pola se encargó de airear a la prensa tras la muerte de este. Incluso, durante el funeral de Valentino, Negri siguió el féretro desde Los Ángeles a Nueva York, posando para la prensa como si fuera su viuda. Muchos actores, como Tallulah Bankhead, Mary Pickford o Alberto Valentino, hermano de Rodolfo, criticaron esto y la acusaron de mentir a la prensa.
Con la llegada del cine sonoro, su popularidad de la década de 1920 se desvaneció por completo debido a su fuerte acento polaco y su dificultad para hablar inglés. Regresó a Alemania, y trabajó para los estudios UFA, controlados por entonces por Goebbels. Protagonizó, en 1935, la película Mazurka, de Willi Forst. Sin embargo, por sus supuestas raíces judías, emigró otra vez a Estados Unidos en la década de 1940 y se nacionalizó estadounidense.

## Últimos años
Los últimos años de su vida son un misterio, por lo que se la suele comparar con el personaje de Norma Desmond que interpretó Gloria Swanson en Sunset Boulevard. Negri fue, de hecho, la principal candidata de Billy Wilder para el papel, pero lo rechazó, considerándolo una ofensa.
Murió de un tumor cerebral (o neumonía) en 1987, a los 90 años, y legó casi todos sus bienes a la St. Mary’s University. Está enterrada en el cementerio de Calvary, en Estados Unidos.
Tiene una estrella en el 6933 del Paseo de la Fama de Hollywood.

## Filmografía
- 1964 - The Moon-Spinners (La bahía de las esmeraldas)
- 1943 - Hi Diddle Diddle (Casados sin casa)
- 1938   - Die Nacht der Entscheidung (The Night of Decision)
- 1938 - The Secret Lie/Die fromme Lüge (La mentira piadosa)
- 1937 - Tango notturno (Tango nocturno)
- 1936   - Moscú–Shanghái
- 1936 - Madame Bovary
- 1935 - Mazurka (Mazurca)
- 1932 - Fanatisme (Fanatismo)
- 1931 - A Woman Commands (La reina Draga)
- 1929 - The Woman He Scorned/The Way of Lost Souls
- 1928   - The Woman from Moscow (La mujer de Moscú)
- 1928   - Loves of an Actress (Amores de una actriz)
- 1928   - Three Sinners (Tres pecadores)
- 1928 - The Secret Hour (La hora secreta)
- 1927   - The Woman on Trial (Confesión)
- 1927   - Barbed Wire (las eternas pasiones)
- 1927 - Hotel Imperial
- 1926   - Good and Naughty (Buena y traviesa)
- 1926 - The Crown of Lies
- 1925   - A Woman of the World (Una mujer de Mundo)
- 1925   - Flower of Night
- 1925   - The Charmer (La hechicera)
- 1925 - East of Suez (Una dama de Oriente)
- 1924   - Forbidden Paradise (La frivolidad de una dama)
- 1924   - Lily of the Dust (Lirio en el polvo)
- 1924   - Shadows de Paris
- 1924 - Men (Los hombres que pagan)
- 1923   - The Cheat (La marca de fuego)
- 1923   - Hollywood
- 1923   - Bella Donna
- 1923 - The Spanish Dancer (La bailarina española)
- 1922   - The Flame (Montmartre)
- 1921   - Safo
- 1921   - Die dame im glashaus (La dama del invernadero)
- 1921 - Die Bergkatze (El gato montés)
- 1920   - The Red Peacock (Pobre Violeta)
- 1920   - Das martyrium (El martirio)
- 1920   - Geschlossene Kette (Cadena cerrada)
- 1920   - Die marchesa von Armani (La marquesa de Armani)
- 1920   - Manja
- 1920 - Sumurun (Una noche en Arabia)
- 1919   - Karussell des Lebens (Carrusel de la vida)
- 1919   - Sie Krenzigt
- 1919   - Freuziget Sie (Hacerte feliz)
- 1919 - Madame du Barry
- 1918   - Carmen
- 1918   - Der Gelbe Schein (La nota amarilla)
- 1918   - Küsse die man stiehlt Dulkeln (Besos que te roban)
- 1918   - Wenn das herz is Hass Erglünt (Cuando el corazón brilla de odio)
- 1918 - Die Augen der Mumie Ma (Los ojos de la Momia)
- 1917   - Nicht Lange tanschte mich das glück (No tuve suerte por mucho tiempo)
- 1917   - The Yellow Ticket
- 1917   - Rosen die der sturm entblättert (Rosas que la tormenta despojó)
- 1917   - Countess Doddy (La condesa Doddy)
- 1917 - Die toten augen (Los ojos muertos)
- 1916   - Jego Ostatni Czyn (Su último acto)
- 1916   - Arabella
- 1916   - Zona (La esposa)
- 1916 - Studenci (Estudiantes)
- 1915   - Pokój Nr. 13 (Habitación núm. 13)
- 1915   - Niewolnica zmyslow (La cartilla infamante)
- 1915 - Bestia
- 1914 - Niewolnica zmyslów (Amor y Pasión)
- 1911 - Im grossen augenblick (En el gran momento)